# Finbarr

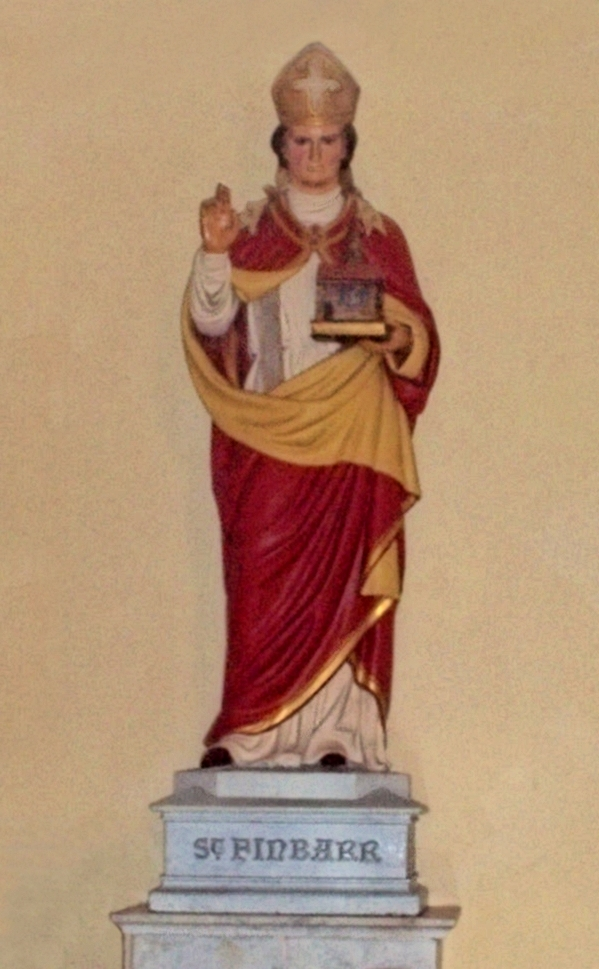

Sint Finbarr (circa 550 – circa 620) was bisschop van Cork in de 6e eeuw en na zijn dood beschermheilige van de stad. Zowel katholieken als protestanten erkennen St. Finbarr. Zijn naamdag is 25 september.
Finbarr werd waarschijnlijk geboren in de buurt van Bandon, onder de naam Lochan, Hij zou gestudeerd hebben in Kilkenny waar hij werd hernoemd naar Fionnbharr (vrij vertaald uit het Iers naar "blond haar" vanwege de kleur van zijn haar.
Finbarr schijnt op een eiland te hebben gewoond in Gougane Barra, waarna hij een leerinstituut oprichtte dat later waarschijnlijk uitgroeide tot de stad Cork.
Rondom St. Finbarr gaan ook meer folkloristische verhalen. Zo gaat het verhaal dat hij in Cork te hulp werd geroepen door dorpelingen die lastig werden gevallen door een enorme slang. Finbarr besprenkelde de slang met heilig water. De slang reageerde woest en ging ervandoor. Onderweg verslond en scheurde de slang het land, om uiteindelijk bij de haven van Cork in de zee te verdwijnen. Het spoor van de slang vulde zich met water en werd de huidige rivier de Lee.
Finbarr overleed in Cloyne in Cork en werd begraven in Gill Abbey, waar nu Saint Finbarre's Cathedral staat. Het wordt gezegd dat na zijn dood de zon twee weken lang niet onder ging.
- Bibliothèque nationale de France: cb15513622m (data)
- Gemeinsame Normdatei: 119247178
- International Standard Name Identifier: 0000 0000 5312 5174
- Library of Congress Control Number: nr95042452
- Nederlandse Thesaurus van Auteursnamen: 166298999
- Virtual International Authority File: 32802296
- WorldCat: E39PBJwxMJTbg488HcWpW79bh3